# Lista superciliar

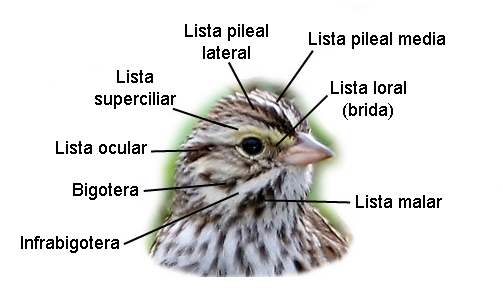
La lista superciliar se encuentra sobre los ojos.

La lista superciliar es una franja que presentan marcada algunas aves en el plumaje del rostro. Se trata de una banda, de grosor variable, que empieza en la base del pico, y va por encima del ojo y por debajo del píleo para terminar en la parte posterior de la cabeza. También se la conoce como ceja. Se diferencia de las listas loral y ocular porque estas van a la misma altura que los ojos, por delante y por detrás respectivamente. Cuando la línea está presente solo por encima del lorum y no continúa por detrás del ojo se denomina lista supraloral.
El color, la forma, la longitud y otras características de la lista superciliar son útiles para la identificación de las aves. Por ejemplo, la lista superciliar del mosquitero sombrío, se usa para distinguirlo del muy similar mosquitero de Schwarz. La lista superciliar del mosquitero sombrío es blanquecina, estrecha y con una forma muy definida delante del ojo y que se va ampliando y oscureciendo a medida que va hacia atrás, mientras que la del mosquitero de Schwarz es amarillenta y más ancha en la parte delantera haciéndose más estrecha y blanquecina a medida que va hacia atrás. La franja superciliar del chipe charquero norteño lo diferencia sutilmente de su pariente próximo (y de similar plumaje)  chipe charquero sureño. El primero tiene una franja superciliar bicolor que se amplía significativamente detrás del ojo, mientras que el segundo la tiene de color crema uniforme y es casi de la misma anchura a ambos lados del ojo, o algo más estrecho detrás del ojo.

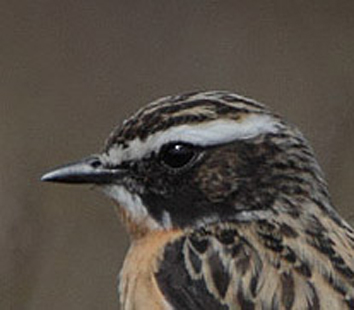
La tarabilla norteña presenta una prominente lista superciliar blanca.
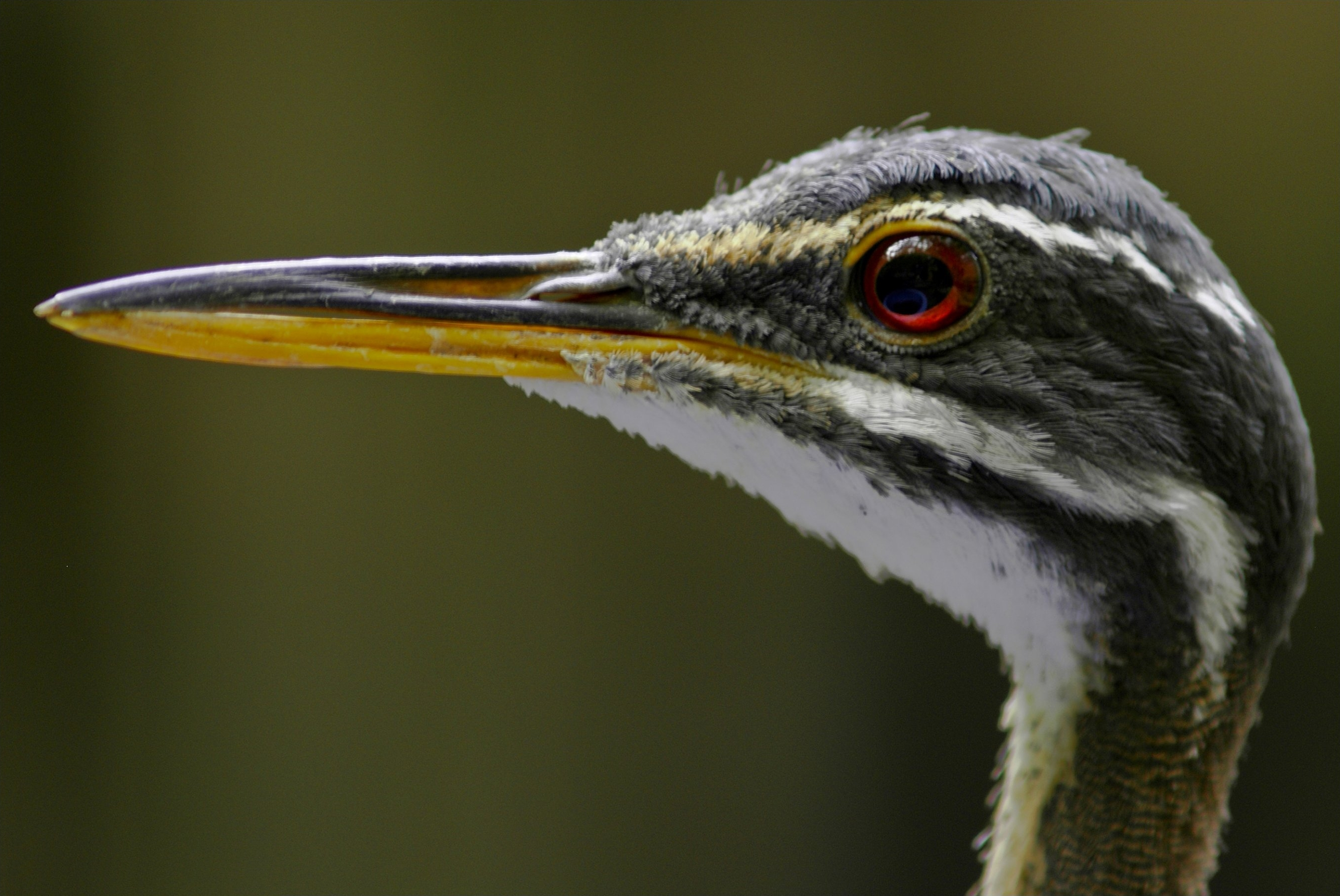
El ave sol tiene una lista superciliar blanca larga y definida.
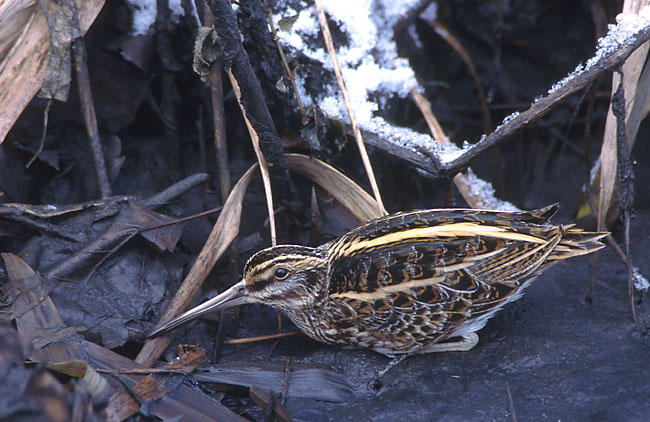
La agachadiza chica tiene la lista superciliar dividida por una línea oscura.
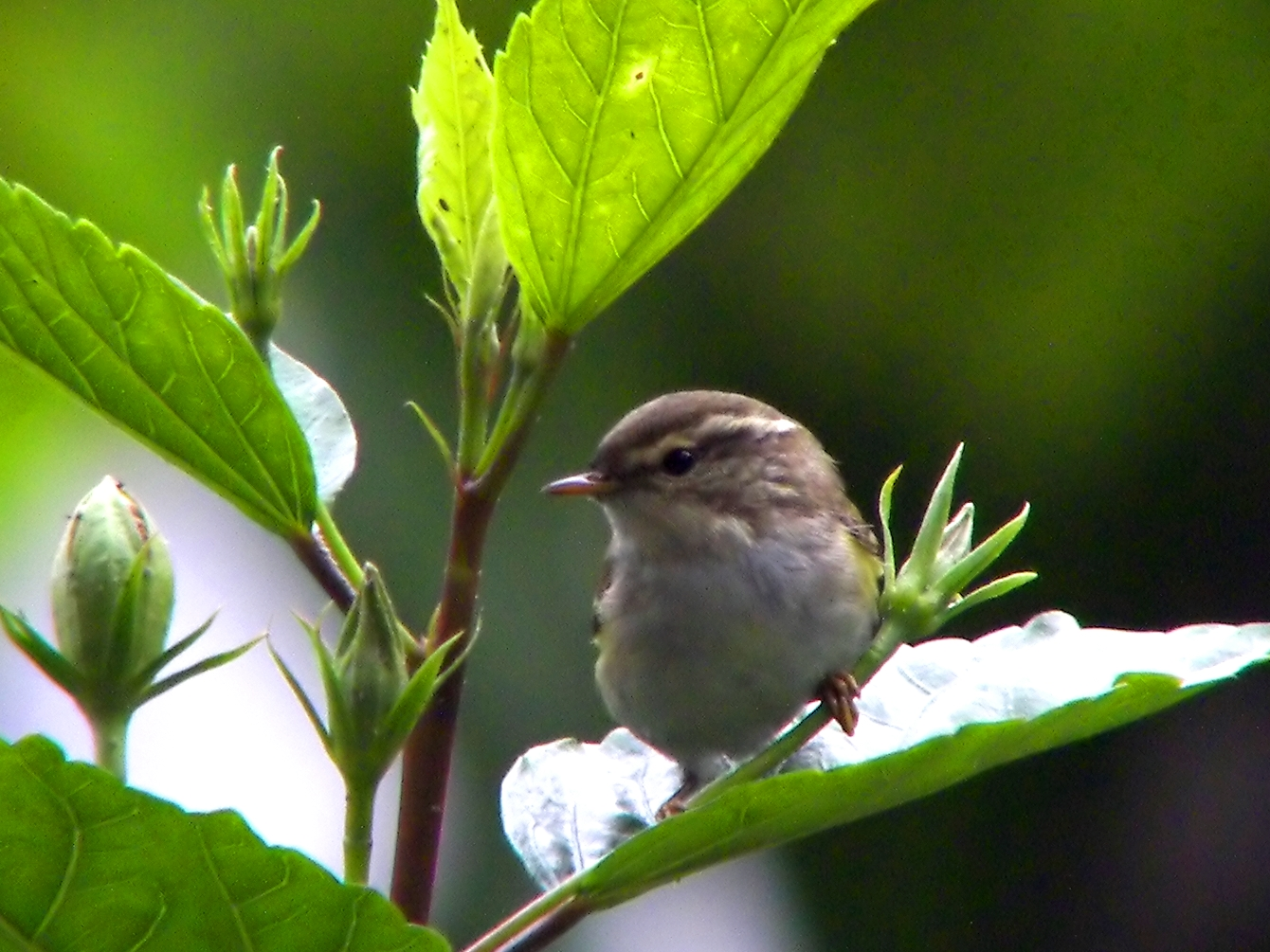
En el mosquitero bilistado se prolonga hasta la nuca.